# Phillip Seidler
Phillip Seidler (* 25. März 1998 in Windhoek) ist ein namibischer Schwimmer, der sich auf das Freiwasserschwimmen spezialisiert hat. Er ist Deutschnamibier.

## Karriere
Seidler konnte sich im Juni 2021 für die im selben Jahr ausgetragenen Olympischen Sommerspielen 2020 in Tokio qualifizieren. Dort belegte er den 16. Rang. Er blieb knapp drei Minuten hinter seiner Bestzeit von 1:50:14,40 Stunden zurück.
Zu seinen besten Ergebnissen zählt ein 42. Platz über die fünf Kilometer bei der Schwimmweltmeisterschaften 2017 in Ungarn sowie ein 32. Platz über die doppelte Distanz bei den Schwimmweltmeisterschaften 2019 in Gwangju. Er verpasste bei den Afrikameisterschaften  2016 im südafrikanischen Bloemfontein über die 1500 Meter als Vierter nur knapp eine Medaille. Seidler gewann bis 2021 acht Mal in Folge die Jetty Mile in seinem Heimatland. Er beendete im März 2022 zunächst seine internationale Karriere, schwimmt aber seit dem Jahr 2023 wieder internationale Wettbewerbe. Bei den African Beach Games 2023 gewann Seidler Gold über die fünf Kilometer. Bei den Weltmeisterschaften 2024 wurde er über die 10 km Freiwasserm 48. und erreichte als erste Afrikaner die Norm für die Olympischen Sommerspiele 2024. Dort erreichte er nicht das Ziel. Er war bei der Schlussfeier Fahnenträger Namibias.
Seidler ist mit der südafrikanischen Freiwasserschwimmerin Amica de Jager liiert.